# Adamov, Blansko
Adamov este un oraș din Jihomoravský kraj, okres Blansko, Republica Cehă.

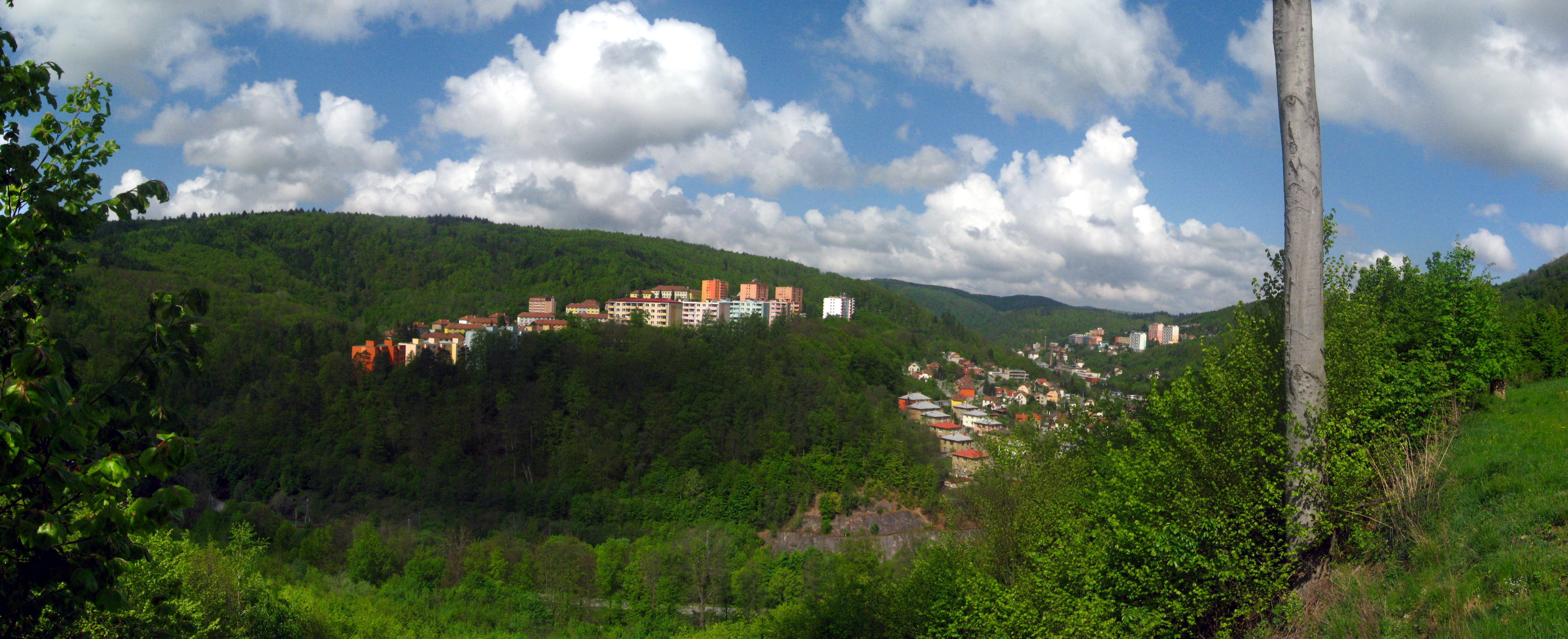
Adamov - imagine panoramică